# The Sydney Morning Herald
The Sydney Morning Herald (SMH) er et dagblad i broadsheet-format, der udgives af Fairfax Media i Sydney  i Australien. Søndagsudgaven, The Sun-Herald, udgives i tabloidformat. Avisen blev grundlagt i 1831 under navnet Sydney Herald og er Australiens såvel som den sydlige halvkugles ældste avis, der fortsat udgives kontinuerligt.